# Thelyphassa
Thelyphassa es un género de coleóptero de la familia Oedemeridae.

## Especies
Las especies de este género son:
- Thelyphassa australensis
- Thelyphassa brouni
- Thelyphassa chathamensis
- Thelyphassa chrysophana
- Thelyphassa diaphana
- Thelyphassa obscura